# Nils Ahrbom

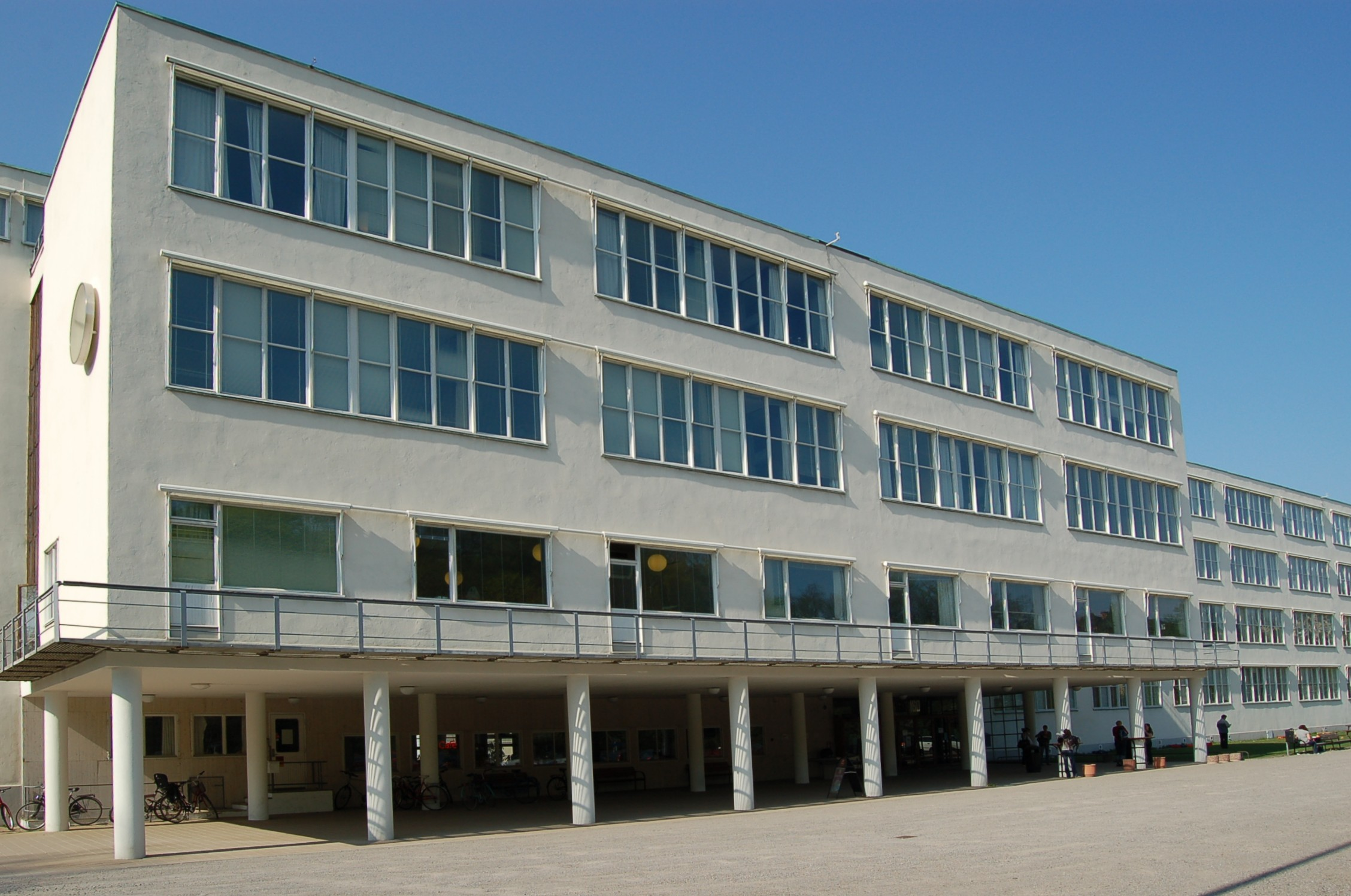
Sveaplans Gymnasium von 1936

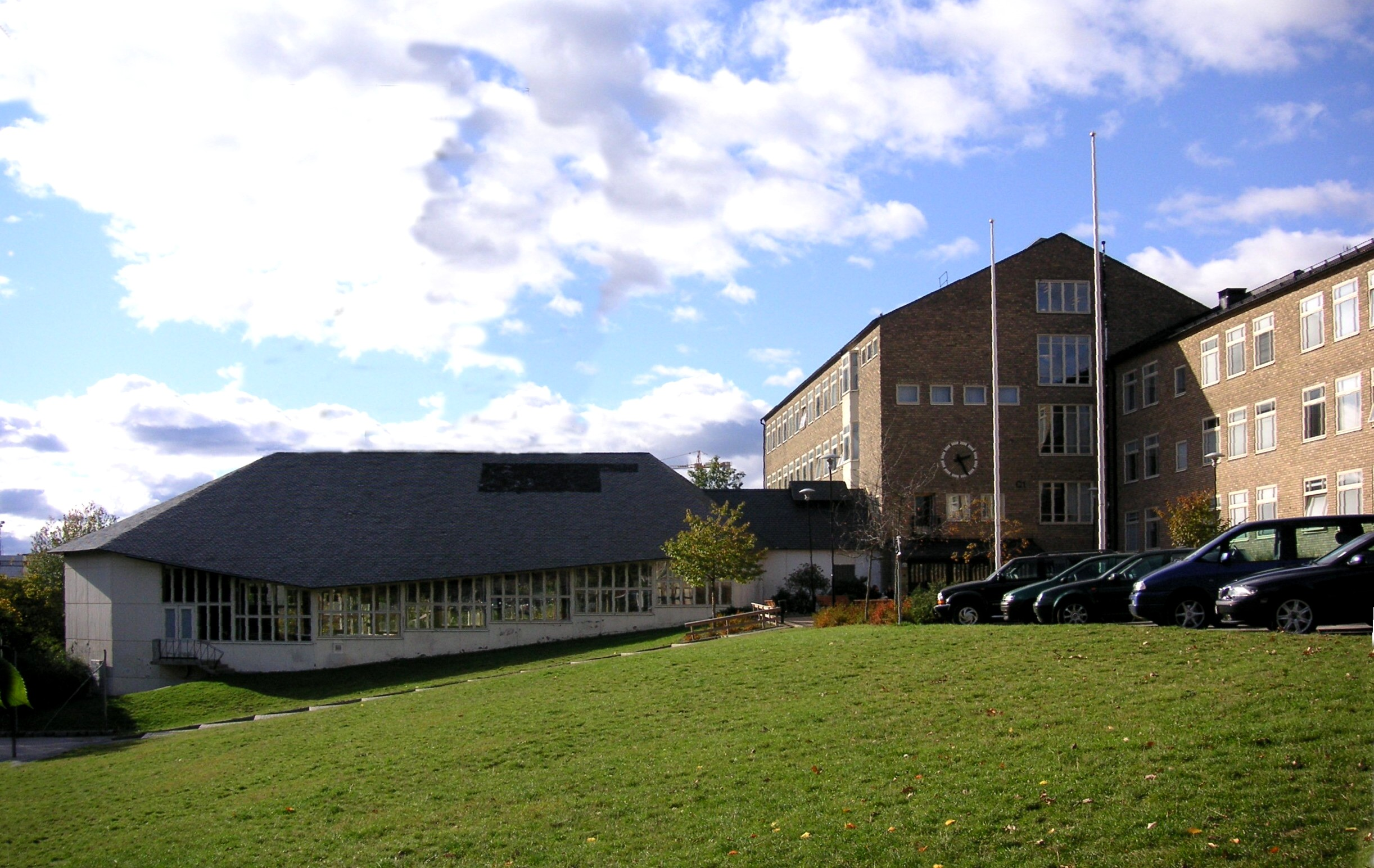
Skanstulls Gymnasium von 1943

Nils Ahrbom (* 25. Mai 1905 in Hudiksvall; † 9. Januar 1997 in Stockholm) war ein schwedischer Architekt, der hauptsächlich durch seine zahlreichen Schulbauten bekannt wurde.
Nils Ahrbom bildete sich ab 1927 an der Königlichen Technischen Hochschule in Stockholm aus, nach dem Examen arbeitete er fünf Jahre lang bei dem Architekten Ivar Tengbom. Auf der Technischen Hochschule traf er Helge Zimdal, mit dem er von 1927 bis 1950 das Architekturbüro Ahrbom & Zimdahl betrieb. 1931 hatten sie den Wettbewerb um die Mädchenschule am Sveaplan in Stockholm gewonnen. Beide waren der Moderne  verbunden, die in Schweden Funktionalismus genannt wird.
Ahrbom war, zusammen mit den Architekten Uno Åhrén, Sven Markelius, Sigurd Lewerentz und Paul Hedqvist, Teilnehmer bei der Wohnungsabteilung der Stockholmer Ausstellung 1930. Ahrboms Hauptarbeitsgebiet sollte jedoch der Schulbau werden. Zusammen mit Zimdal entwarf er eine große Anzahl von Schulen in vielen schwedischen Städten, wie beispielsweise in Ludvika, Motala, Skara und Enköping. In Stockholm zeichneten sie u. a. die Eriksdalshallen, Eriksdalsskolan, Skanstulls gymnasium, Gubbängens folkskola und Gubbängens Gymnasium. Institutions-, Geschäfts- und Industriebauten kamen auch aus dem Büro Ahrbom & Zimdal, darunter für Scania Vabis in Södertälje und für Tetra Pak in Lund.
Nach 1950 endete die Partnerschaft Ahrbon & Zimdahl. Nils Ahrbom entwarf in späterer Zeit die schwedischen Botschaften in Tokio, Ankara, Peking und Kairo (1971). 1942–63 war er Professor an der Technischen Hochschule in Stockholm und Schlossarchitekt für das Schloss Vadstena.